# 上海市益善殡仪馆
上海市益善殡仪馆是中華人民共和國上海市閔行區的一家殯儀館，成立於1995年6月15日，主要承擔上海市寶興殯儀館、上海市龍華殯儀館以及自身場館的火化任務，也是上海市區唯一的火葬場。殯儀館占地近30亩，內有追悼礼厅5个，火化炉25台，曾創下全球年火化尸體最多的記錄。